# St. David's and the Cathedral Close
St. David's and the Cathedral Close är en community i Storbritannien.   Den ligger i kommunen Pembrokeshire och riksdelen Wales, i den sydvästra delen av landet, 400 km väster om huvudstaden London.
Den består av staden St David's med omkringliggande landsbygd samt ön Ramsey Island och ett antal småöar.